# 東京信託
東京信託（とうきょうしんたく）は、日本に信託法・信託業法ができる前に創設された日本で最も古い信託会社。大正初期、東京で初となる郊外型分譲住宅地新町住宅を開発した。1926年に日本不動産株式会社と名を変え、現在も存続している。

## 沿革
- 1903年（明治36年） - 東京信託社創業（日本橋本石町に創設）[1]。社主の岩崎一は、元三井組地所部支配人[2]。
- 1906年（明治39年） - 三井系、慶応閥の財界人により東京信託株式会社設立 資本金150万円。岩崎は専務取締役。三井銀行所有の東京都内貸地貸家、華族・資産家所有の土地建物の管理とそれに伴う資金運用の引き受け、その他財産に関する一般の信託業務を謳った[3]。
- 1913年（大正 2年） 5月 - 新町住宅第一回分譲
- 1913年（大正 2年）11月 - 新町住宅第二回分譲
- 1915年 ‐ 岩崎一辞任[4]
- 1916年（大正5年） ‐ 前山久吉が 取締役会長就任[4][5]。
- 1924年（大正13年） - 信託法・信託業法に基づく営業免許取得および業務開始
- 1926年（大正15年） ‐ 売り上げのほとんどが不動産業であり、信託会社が他にも増えたことから、信託業を廃止し、社名を日本不動産株式会社に改称[6][7][8]。主な目的は公社債株式の仲買業[9]。取締役会長に前山久吉、専務取締役に梅田清、取締役に武智直道（台湾製糖社長）、稲葉富三郎、室田義文[10]。大株主は日本徴兵保険、浜松銀行、共同保全、内国貯金銀行、泰平銀行（すべて前山久吉の会社）、前山久吉、武智直道[10][11]。

（現在の三井住友信託銀行の前身の三井信託は、あくまで大正13年に施行された信託業法に基づく信託会社としての第一号である）

## 東京信託株式会社設立の背景
欧米の財産管理や不動産関係の信託業務を視察して帰国した、三井銀行（現在の三井住友銀行）の岩崎一が、早川・波多野などの同じく三井銀行の重役や門野幾之進などの慶應義塾（現・慶應義塾大学）人脈、財界の支援を得て日本橋本町に設立。
設立総会は交詢社にて慶應義塾長鎌田栄吉議長のもと行われた。
なお、後に新町住宅開発を通して関係を結ぶ玉川電気鉄道の優先株2000株を1906年下期に引き受けている。

## 創業者
岩崎一 (いわさきはじめ、1868年生)は、日本メリヤス製造株式会社社長・岩崎亮之輔の長男に生まれ、永井小舟の門下で漢学を修め、三井家に入って三井銀行地所係長となる。東京信託社を立ち上げ、株式会社化で專務取締役となる。のち東京市会議員のほか、共同生命保険、関西信託、日本徴兵保険、内国貯金銀行、小田原瓦斯、玉川電気鉄道の各役員も務めた。岳父に元佐倉藩士で堀田家家令の佐治済。